# The Getaway 3
The Getaway 3 és el tercer videojoc de la saga de crim londinenca popular de Sony, The Getaway. Un petit demo mostra el Piccadilly Circus que va ser mostrat el maig del 2005 a l'E³, però no va ser directament del videojoc. Va ser confirmat que l'argument del videojoc seria un altre cop a Londres i els remors especulaven que seria també a Amsterdam. Serà un temptatiu llançament per l'octubre del 2007.